# Josip Kuže
Josip Kuže (ur. 13 listopada 1952 we Vranju, zm. 16 czerwca 2013 w Zagrzebiu) – jugosłowiański piłkarz pochodzenia chorwackiego, grający na pozycji obrońcy.

## Kariera klubowa
Kuže przez całą piłkarską karierę był związany z jednym klubem, Dinamem Zagrzeb. W linii obrony najczęściej grał m.in. z jedną z legend Dinama Velimirem Zajecem. Największym sukcesem osiągniętym z Dinamem było zdobycie Pucharu Jugosławii w 1980 roku. W Dinamie Josip grał przez 10 lat i dość szybko zakończył karierę w wieku 30 lat m.in. z powodów zdrowotnych i dolegających mu kontuzji. Ogółem w barwach Dinama rozegrał 384 mecze i zdobył 14 bramek.

## Reprezentacja
Josip Kuže nigdy nie zadebiutował w pierwszej reprezentacji Jugosławii. Rozegrał natomiast 11 meczów w jugosłowiańskiej kadrze młodzieżowej Under-21.

## Kariera trenerska
Po zakończeniu piłkarskiej kariery Kuže został trenerem. Wyjechał do Australii i tam prowadził tamtejszy klub związany z chorwackimi emigrantami, Croatię Sydney. Po 2 latach powrócił do ojczyzny, gdzie trenował m.in. drużyny młodzieżowe Dinama. Potem przejął klub FK Borac Banja Luka, który prowadził samodzielnie w lidze Jugosławii. Zrobił wówczas wrażenie na włodarzach Dinama Zagrzeb i w sezonie 1989/1990 zatrudnili oni Josipa na stanowisku pierwszego trenera. W 1991 Kuže wyjechał do Niemiec, gdzie trenował drugoligowy Rot-Weiss Erfurt. Po roku zmienił miejsce pracy i został szkoleniowcem 1. FSV Mainz 05. W latach 1995–1998 Kuže pracował aż w Japonii, gdzie był trenerem klubu tamtejszej J-League, Gamba Osaka. Następnie na sezon wrócił do Chorwacji by przejąć stołeczny NK Zagreb. Kolejne miejsce pracy Kuže to niemiecki Chemnitzer FC, jednak długo tam nie popracował i szybko został zwolniony. Wrócił wtedy do Gamby Osaka, by po dwóch latach trafić do Interu Zaprešić, które udało mu się utrzymać w lidze, zajmując z drużyną 8. miejsce. W 2005 roku zastąpił na stanowisku pierwszego trenera Dinama, Zvjezdana Cvetkovicia. I dopiero w sezonie 2005/2006 osiągnął swój największy sukces w karierze trenerskiej zdobywając tytuł mistrza Chorwacji. 6 listopada został zwolniony z funkcji trenera Dinama. Powodem było m.in. odpadnięcie zespołu z Pucharu UEFA po meczach z AJ Auxerre. Następcą Josipa został Branko Ivanković. W 2009 objął stanowisko selekcjonera piłkarskiej reprezentacji Albanii.